# Jesús Mateo Pinilla
Jesús Mateo Pinilla (22 de junio de 1950, Palencia) es un arquitecto, político, escritor y articulista español.

## Biografía
Jesús Mateo Pinilla, hijo del reputado médico y humanista Jesús Mateo Romero (académico de la Institución Tello Téllez de Meneses), nace en Palencia pasada la Guerra Civil Española, un 22 de junio de 1950, sintiendo aún los coletazos de la contienda en recuerdos familiares y sociales que reflejará en sus escritos. Estudió en la Escuela Técnica Superior de Arquitectura de Valencia.
Incrustado en Palencia a través de generaciones conoce la ciudad, sus personajes, la vida de “los atrases” retomando un lenguaje galdosiano que lo convierte en el mejor cronista de la ciudad de Palencia practicando un costumbrismo castellano que hará las delicias de sus lectores y oyentes. Penetrando en Palencia, en su vida y costumbres, se ha dedicado a abrirla y mostrarla en sus crónicas de la vieja Radio Nacional, Diario Palentino, COPE, Onda Cero y Canal 4 TV como si fueran memorias periodísticas que no son sino el reflejo de un escritor que no quiere perderse. Muchos de sus artículos fueron recogidos a modo de antologías en libros como Crónicas de mi Palencia y Mi Palencia íntima, legado familiar y refrescante que pasa de generación en generación y que constituye un alud de sueños en prosa poética de una Palencia reciente que, eso sí, nunca olvida sus personajes, rincones y recovecos, todos ellos trufados de bellas historias, algunas insólitas o recónditas, que Jesús Mateo ha desgranado con la pericia y dedicación del miniaturista medieval.
Jesús Mateo Pinilla es un conocido masón que ha intentado acercar la masonería al gran público desmitificándola y con afán divulgativo. Fue concejal del ayuntamiento de Palencia en la oposición y aunque fue incluido en la candidatura encabezada por la entonces diputada nacional María Jesús Celinda Sánchez García (suegra del empresario naviero Fernando Fernández Tapias), tras duros enfrentamientos, acabó la legislatura como concejal no adscrito. Posteriormente los medios se hicieron eco de que se postuló como candidato a la alcaldía por Ciudadanos-Partido de la Ciudadanía, aunque finalmente fue Juan Pablo Izquierdo quien se presentó por dicho partido. 
Su abuelo fue el arquitecto palentino Jacobo Romero, quien proyectó el bello edificio de Correos que se encuentra al inicio de la calle Mayor de Palencia, construido en 1916. Jesús Mateo tuvo como profesor particular de matemáticas al célebre matemático José del Corral y Herrero al que, muchos años después, dedicaría un artículo de admiración y gratitud en Diario Palentino. En el año 2012 Jesús Mateo fue el encargado de dar el pregón del Casino donde disertó sobre el patrimonio histórico del edificio resaltando el eclecticismo de dicho enclave nacido al calor de la burguesía ilustrada.
En 2015 Jesús Mateo fue elegido vicepresidente del Club de Opinión Santiago Alba de Valladolid. El presidente y fundador de dicho Club es nieto del político liberal Santiago Alba Bonifaz. Asimismo Jesús Mateo, dinamizador de la vida intelectual y cultural palentina, dirige la Tertulia Francisco Vighi en la librería-café Ateneo de la ciudad de Palencia. Aunque quizá no se le ha otorgado la relevancia merecida, Jesús Mateo está considerado uno de los mejores cronistas de Palencia igual que años atrás lo fue Antonio Álamo Salazar o en otras latitudes como Asturias se tuvo por tal al llanisco José Ignacio Gracia Noriega.
Es bisnieto del que fuera alcalde de Palencia, Pedro Romero Herrero (1877, 1881 y 1889). Jesús Mateo defiende un urbanismo ecológico y una arquitectura posmoderna de alto contenido simbólico ligado en parte a la masonería, en la que la tecnología no está reñida con una fuerte carga humanística, todo ello para contribuir a la dignificación de la persona, la razón de ser de su profesión.